# Nizamabad (Uttar Pradesh)
Nizamabad è una suddivisione dell'India, classificata come nagar panchayat, di 12.096 abitanti, situata nel distretto di Azamgarh, nello stato federato dell'Uttar Pradesh. In base al numero di abitanti la città rientra nella classe IV (da 10.000 a 19.999 persone).

## Geografia fisica
La città è situata a 27° 55' 15 N e 79° 4' 24 E e ha un'altitudine di 164 m s.l.m..

## Società

### Evoluzione demografica
Al censimento del 2001 la popolazione di Nizamabad assommava a 12.096 persone, delle quali 6.233 maschi e 5.863 femmine. I bambini di età inferiore o uguale ai sei anni assommavano a 2.406, dei quali 1.223 maschi e 1.183 femmine. Infine, coloro che erano in grado di saper almeno leggere e scrivere erano 7.243, dei quali 4.245 maschi e 2.998 femmine.